# Козмин-Велькопольски

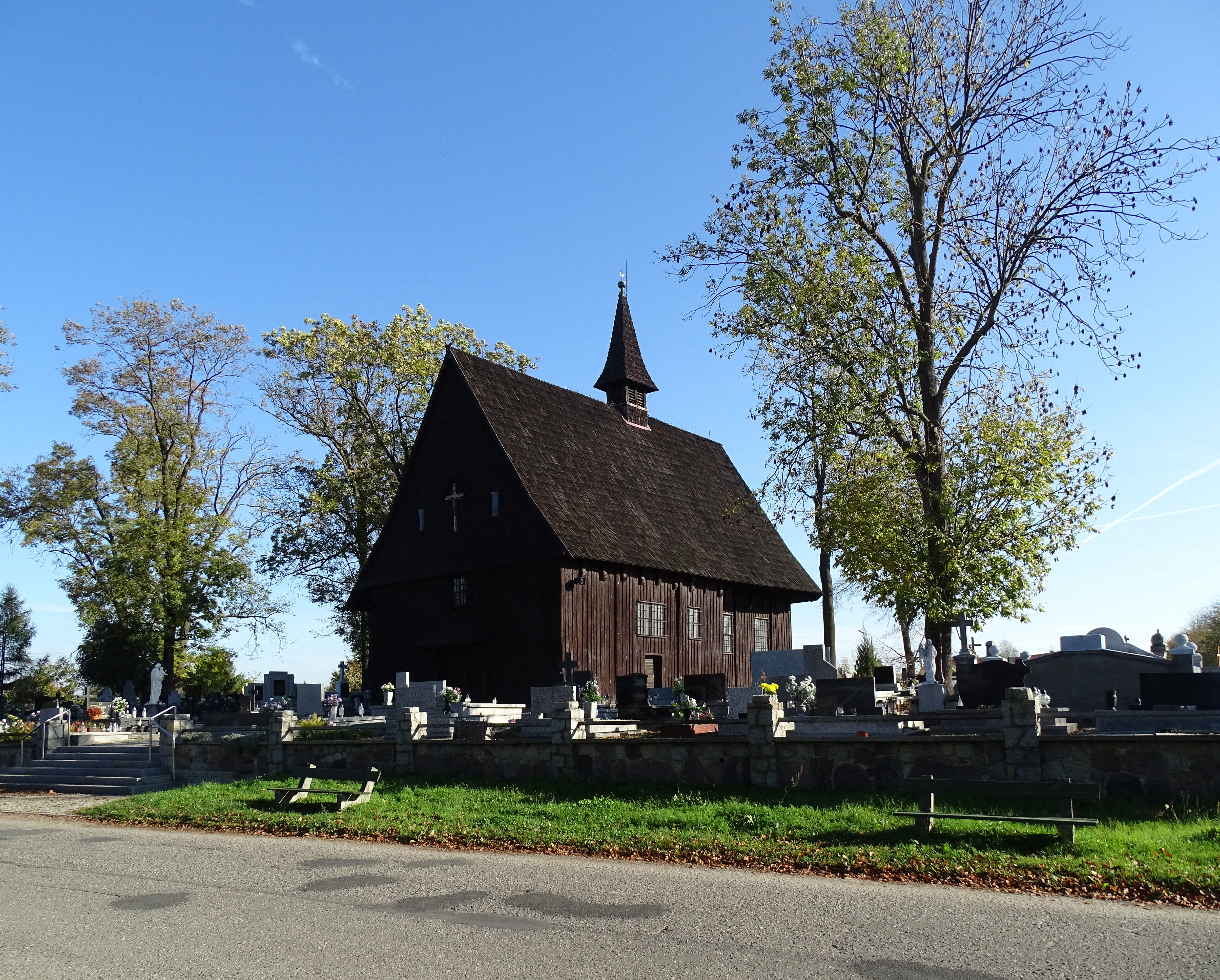
Крестовоздвиженская церковь.

Козмин-Велькопольски (пол. Koźmin Wielkopolski)  —  город  в Польше, входит в Великопольское воеводство,  Кротошинский повят.  Имеет статус городско-сельской гмины. Занимает площадь 5,86 км². Население 6718 человек (на 2004 год).